# Un singe rare
Un singe rare (Chimp & Zee) est un dessin animé de la série Merrie Melodies réalisé par Alex Lovy et sorti en 1968.